# ATP-toernooi van Buenos Aires
Het ATP-toernooi van Buenos Aires is een jaarlijks terugkerend tennistoernooi dat georganiseerd wordt door de Association of Tennis Professionals in de Argentijnse stad Buenos Aires. Het toernooi wordt al sinds 1968 gehouden, maar kon enkele malen geen doorgang vinden. Officieel heet het toernooi Copa Telmex. Vroeger heeft het de namen South American Open en Copa AT&T gedragen. Guillermo Vilas heeft het toernooi acht keer gewonnen, waarmee hij recordhouder is. Het toernooi behoort tot de ‘Golden Swing’, een reeks graveltoernooien in Latijns-Amerika die plaatsvinden in de maand februari.

## Geschiedenis
Het toernooi van Buenos Aires had bij de ATP verzocht voor een upgrade naar een ATP Tour 500 status, vanaf het seizoen 2025. Door een herstructurering van de ATP-tour wordt het aantal ATP Tour 500 toernooien vanaf 2025 uitgebreid van 13 naar 16, door de samenvoeging van telkens twee ATP Tour 250 toernooien. Voor Buenos Aires werd dit verzoek echter afgewezen, de categorie upgrades zouden uiteindelijk aan de toernooien van Dallas, Doha en München worden toegewezen.

## Finale

### Enkelspel
| Jaar      | Winnaar                 | Runner-up               | Uitslag                    |                         |                         |
| --------- | ----------------------- | ----------------------- | -------------------------- | ----------------------- | ----------------------- |
| 1968      | Roy Emerson             | Rod Laver               | 9-7, 6-4, 6-4              |                         |                         |
| 1969      | François Jauffret       | Željko Franulović       | 3-6, 6-2, 6-4, 6-3         |                         |                         |
| 1970      | Željko Franulović (1)   | Manuel Orantes          | 6-4, 6-2, 6-0              |                         |                         |
| 1971      | Željko Franulović (2)   | Ilie Năstase            | 6-3, 7-6, 6-1              |                         |                         |
| 1972      | Karl Meiler             | Guillermo Vilas         | 6-7, 2-6, 6-4, 6-4, 6-4    |                         |                         |
| 1973      | Guillermo Vilas (1)     | Björn Borg              | 3-6, 6-7, 6-4, 6-6, opgave |                         |                         |
| 1974      | Guillermo Vilas (2)     | Manuel Orantes          | 6-3, 0-6, 7-5, 6-2         |                         |                         |
| 1975      | Guillermo Vilas (3)     | Adriano Panatta         | 6-1, 6-4, 6-4              |                         |                         |
| 1976      | Guillermo Vilas (4)     | Jaime Fillol            | 6-2, 6-2, 6-3              |                         |                         |
| 1977-1    | Guillermo Vilas (5)     | Wojtek Fibak            | 6-4, 6-3, 6-0              |                         |                         |
| 1977-2    | Guillermo Vilas (6)     | Jaime Fillol            | 6-4, 6-4                   |                         |                         |
| 1978      | José Luis Clerc (1)     | Víctor Pecci            | 6-4, 6-4                   |                         |                         |
| 1979      | Guillermo Vilas (7)     | José Luis Clerc         | 6-1, 6-2, 6-2              |                         |                         |
| 1980      | José Luis Clerc (2)     | Rolf Gehring            | 6-7, 2-6, 7-5, 6-0, 6-3    |                         |                         |
| 1981      | Ivan Lendl              | Guillermo Vilas         | 6–2, 6–2                   |                         |                         |
| 1982      | Guillermo Vilas (8)     | Alejandro Ganzábal      | 6-2, 6-4                   |                         |                         |
| 1983-1984 | Geen toernooi           | Geen toernooi           | Geen toernooi              | Geen toernooi           | Geen toernooi           |
| 1985      | Martín Jaite            | Diego Pérez             | 6-4, 6-2                   |                         |                         |
| 1986      | Jay Berger              | Franco Davín            | 6-3, 6-3                   |                         |                         |
| 1987      | Guillermo Pérez Roldán  | Jay Berger              | 3-2, opgave                |                         |                         |
| 1988      | Javier Sánchez          | Guillermo Pérez Roldán  | 6-2, 7-6                   |                         |                         |
| 1989-1991 | Geen toernooi           | Geen toernooi           | Geen toernooi              | Geen toernooi           | Geen toernooi           |
| 1992      | Buenos Aires Challenger | Buenos Aires Challenger | Buenos Aires Challenger    | Buenos Aires Challenger | Buenos Aires Challenger |
| 1993      | Carlos Costa            | Alberto Berasategui     | 3-6, 6-1, 6-4              | Details                 |                         |
| 1994      | Àlex Corretja           | Javier Frana            | 6-3, 5-7, 7-6(3)           | Details                 |                         |
| 1995      | Carlos Moyà (1)         | Félix Mantilla          | 6-0, 6-3                   | Details                 |                         |
| 1996      | Geen toernooi           | Geen toernooi           | Geen toernooi              | Geen toernooi           | Geen toernooi           |
| 1997-2000 | Buenos Aires Challenger | Buenos Aires Challenger | Buenos Aires Challenger    | Buenos Aires Challenger | Buenos Aires Challenger |
| 2001      | Gustavo Kuerten         | José Acasuso            | 6-1, 6-3                   | Details                 |                         |
| 2002      | Nicolás Massú           | Agustín Calleri         | 2-6, 7-6(5), 6-2           | Details                 |                         |
| 2003      | Carlos Moyà (2)         | Guillermo Coria         | 6-3, 4-6, 6-4              | Details                 |                         |
| 2004      | Guillermo Coria         | Carlos Moyà             | 6-4, 6-1                   | Details                 |                         |
| 2005      | Gastón Gaudio           | Mariano Puerta          | 6-4, 6-4                   | Details                 |                         |
| 2006      | Carlos Moyà (3)         | Filippo Volandri        | 7-6(6), 6-4                | Details                 |                         |
| 2007      | Juan Mónaco             | Alessio di Mauro        | 6-1, 6-2                   | Details                 |                         |
| 2008      | David Nalbandian        | José Acasuso            | 3-6, 7-6(5), 6-4           | Details                 |                         |
| 2009      | Tommy Robredo           | Juan Mónaco             | 7-5, 2-6, 7-6(5)           | Details                 |                         |
| 2010      | Juan Carlos Ferrero     | David Ferrer            | 5-7, 6-4, 6-3              | Details                 |                         |
| 2011      | Nicolás Almagro         | Juan Ignacio Chela      | 6-3, 3-6, 6-4              | Details                 |                         |
| 2012      | David Ferrer (1)        | Nicolás Almagro         | 4-6, 6-3, 6-2              | Details                 |                         |
| 2013      | David Ferrer (2)        | Stanislas Wawrinka      | 6-4, 3-6, 6-1              | Details                 |                         |
| 2014      | David Ferrer (3)        | Fabio Fognini           | 6-4, 6-3                   | Details                 |                         |
| 2015      | Rafael Nadal            | Juan Mónaco             | 6-4, 6-1                   | Details                 |                         |
| 2016      | Dominic Thiem (1)       | Nicolás Almagro         | 7-6(2), 3-6, 7-6(4)        | Details                 |                         |
| 2017      | Oleksandr Dolgopolov    | Kei Nishikori           | 7-6(4), 6-4                | Details                 |                         |
| 2018      | Dominic Thiem (2)       | Aljaž Bedene            | 6-2, 6-4                   | Details                 |                         |
| 2019      | Marco Cecchinato        | Diego Schwartzman       | 6-1, 6-2                   | Details                 |                         |
| 2020      | Casper Ruud (1)         | Pedro Sousa             | 6-1, 6-4                   | Details                 |                         |
| 2021      | Diego Schwartzman       | Francisco Cerúndolo     | 6-1, 6-2                   | Details                 |                         |
| 2022      | Casper Ruud (2)         | Diego Schwartzman       | 5-7, 6-2, 6-3              | Details                 |                         |
| 2023      | Carlos Alcaraz          | Cameron Norrie          | 6-3, 7-5                   | Details                 |                         |
| 2024      | Facundo Díaz Acosta     | Nicolás Jarry           | 6-3, 6-4                   | Details                 |                         |
| 2025      | João Fonseca            | Francisco Cerúndolo     | 6-4, 7-6(1)                | Details                 |                         |

### Dubbelspel
| Jaar      | Winnaar                                           | Runners-up                                | Uitslag                 |                         |                         |
| --------- | ------------------------------------------------- | ----------------------------------------- | ----------------------- | ----------------------- | ----------------------- |
| 1968      | Geen toernooi                                     | Geen toernooi                             | Geen toernooi           | Geen toernooi           | Geen toernooi           |
| 1969      | Patricio Cornejo Jaime Fillol                     | Roy Emerson Frew McMillan                 | Walk-over               |                         |                         |
| 1970      | Bob Carmichael Ray Ruffels                        | Željko Franulović Jan Kodeš               | 7-5, 6-2, 5-7, 6-7, 6-3 |                         |                         |
| 1971      | Željko Franulović Ilie Năstase                    | Patricio Cornejo Jaime Fillol             | 6-4, 6-4                |                         |                         |
| 1972      | Geen toernooi                                     | Geen toernooi                             | Geen toernooi           | Geen toernooi           | Geen toernooi           |
| 1973      | Ricardo Cano Guillermo Vilas (1)                  | Patricio Cornejo Iván Molina              | 7-6, 6-3                |                         |                         |
| 1974      | Manuel Orantes Guillermo Vilas (2)                | Clark Graebner Thomaz Koch                | 6-4, 6-3                |                         |                         |
| 1975      | Paolo Bertolucci Adriano Panatta                  | Jürgen Fassbender Hans-Jürgen Pohmann     | 7-6, 6-7, 6-4           |                         |                         |
| 1976      | Carlos Kirmayr Tito Vásquez                       | Ricardo Cano Belus Prajoux                | 6-4, 7-5                |                         |                         |
| 1977-1    | Wojtek Fibak Ion Țiriac (1)                       | Lito Álvarez Guillermo Vilas              | 7-5, 0-6, 7-6           |                         |                         |
| 1977-2    | Ion Țiriac (2) Guillermo Vilas (3)                | Ricardo Cano Antonio Muñoz                | 6-4, 6-0                |                         |                         |
| 1978      | Chris Lewis Van Winitsky                          | José Luis Clerc Belus Prajoux             | 6-4, 3-6, 6-0           |                         |                         |
| 1979      | Tomáš Šmíd Sherwood Stewart                       | Marcos Hocevar João Soares                | 6-1, 7-5                |                         |                         |
| 1980      | Hans Gildemeister Andrés Gómez                    | Ángel Giménez Jairo Velasco sr.           | 6-4, 7-5                |                         |                         |
| 1981      | Marcos Hocevar João Soares                        | Álvaro Fillol Jaime Fillol                | 7-6, 6-7, 6-4           |                         |                         |
| 1982      | Hans Kary Zoltán Kuhárszky                        | Ángel Giménez Manuel Orantes              | 7-5, 6-2                |                         |                         |
| 1983-1984 | Geen toernooi                                     | Geen toernooi                             | Geen toernooi           | Geen toernooi           | Geen toernooi           |
| 1985      | Martín Jaite Christian Miniussi                   | Eduardo Bengoechea Diego Pérez            | 6-4, 6-3                |                         |                         |
| 1986      | Loïc Courteau Horst Skoff                         | Gustavo Luza Gustavo Tiberti              | 3-6, 6-4, 6-3           |                         |                         |
| 1987      | Sergio Casal (1) Tomás Carbonell (1)              | Jay Berger Horacio de la Peña             | Walk-over               |                         |                         |
| 1988      | Carlos Costa (1) Javier Sánchez                   | Eduardo Bengoechea José Luis Clerc        | 6-3, 3-6, 6-3           |                         |                         |
| 1989-1991 | Geen toernooi                                     | Geen toernooi                             | Geen toernooi           | Geen toernooi           | Geen toernooi           |
| 1992      | Buenos Aires Challenger                           | Buenos Aires Challenger                   | Buenos Aires Challenger | Buenos Aires Challenger | Buenos Aires Challenger |
| 1993      | Tomás Carbonell Carlos Costa (2)                  | Sergio Casal Emilio Sánchez               | 6-4, 6-4                | Details                 |                         |
| 1994      | Sergio Casal (2) Emilio Sánchez                   | Tomás Carbonell Francisco Roig            | 6-3, 6-2                | Details                 |                         |
| 1995      | Vince Spadea Christo Van Rensburg                 | Jiří Novák David Rikl                     | 6-3, 6-3                | Details                 |                         |
| 1996      | Geen toernooi                                     | Geen toernooi                             | Geen toernooi           | Geen toernooi           | Geen toernooi           |
| 1997-2000 | Buenos Aires Challenger                           | Buenos Aires Challenger                   | Buenos Aires Challenger | Buenos Aires Challenger | Buenos Aires Challenger |
| 2001      | Lucas Arnold Ker (1) Tomás Carbonell (2)          | Mariano Hood Sebastián Prieto             | 5-7, 7-5, 7-6(5)        | Details                 |                         |
| 2002      | Gastón Etlis Martín Rodríguez                     | Simon Aspelin Andrew Kratzmann            | 3-6, 6-3, [10-4]        | Details                 |                         |
| 2003      | Mariano Hood (1) Sebastián Prieto                 | Lucas Arnold Ker David Nalbandian         | 6-2, 6-2                | Details                 |                         |
| 2004      | Lucas Arnold Ker (2) Mariano Hood (2)             | Federico Browne Diego Veronelli           | 7-5, 6-7(2), 6-4        | Details                 |                         |
| 2005      | František Čermák (1) Leoš Friedl (1)              | José Acasuso Sebastián Prieto             | 6-2, 7-5                | Details                 |                         |
| 2006      | František Čermák (2) Leoš Friedl (2)              | Vasilis Mazarakis Boris Pašanski          | 6-1, 6-2                | Details                 |                         |
| 2007      | Sebastián Prieto Martín García                    | Rubén Ramírez Hidalgo Albert Montañés     | 6-4, 6-2                | Details                 |                         |
| 2008      | Agustín Calleri Luis Horna                        | Werner Eschauer Peter Luczak              | 6-0, 6-7(6), [10-2]     | Details                 |                         |
| 2009      | Marcel Granollers (1) Alberto Martín              | Nicolás Almagro Santiago Ventura          | 6-3, 5-7, [10-8]        | Details                 |                         |
| 2010      | Sebastián Prieto Horacio Zeballos (1)             | Simon Greul Peter Luczak                  | 7-6(4), 6-3             | Details                 |                         |
| 2011      | Oliver Marach Leonardo Mayer                      | Franco Ferreiro André Sá                  | 7-6(6), 6-3             | Details                 |                         |
| 2012      | David Marrero Fernando Verdasco                   | Michal Mertiňák André Sá                  | 6-4, 6-4                | Details                 |                         |
| 2013      | Simone Bolelli (1) Fabio Fognini (1)              | Nicholas Monroe Simon Stadler             | 6-3, 6-2                | Details                 |                         |
| 2014      | Marcel Granollers (2) Marc López                  | Pablo Cuevas Horacio Zeballos             | 7-5, 6-4                | Details                 |                         |
| 2015      | Jarkko Nieminen André Sá                          | Pablo Andújar Oliver Marach               | 4-6, 6-4, [10-7]        | Details                 |                         |
| 2016      | Juan Sebastián Cabal (1) Robert Farah Maksoud (1) | Iñigo Cervantes Paolo Lorenzi             | 6-3, 6-0                | Details                 |                         |
| 2017      | Juan Sebastián Cabal (2) Robert Farah Maksoud (2) | Santiago González David Marrero           | 6-1, 6-4                | Details                 |                         |
| 2018      | Andrés Molteni Horacio Zeballos (2)               | Juan Sebastián Cabal Robert Farah Maksoud | 6-3, 5-7, [10-7]        | Details                 |                         |
| 2019      | Máximo González Horacio Zeballos (3)              | Diego Schwartzman Dominic Thiem           | 6-1, 6-1                | Details                 |                         |
| 2020      | Marcel Granollers (3) Horacio Zeballos (4)        | Guillermo Durán Juan Ignacio Londero      | 6-4, 5-7, [18-16]       | Details                 |                         |
| 2021      | Tomislav Brkić Nikola Čačić                       | Ariel Behar Gonzalo Escobar               | 6-3, 7-5                | Details                 |                         |
| 2022      | Santiago González Andrés Molteni                  | Fabio Fognini Horacio Zeballos            | 6-1, 6-1                | Details                 |                         |
| 2023      | Simone Bolelli (2) Fabio Fognini                  | Nicolás Barrientos Ariel Behar            | 6–2, 6–4                | Details                 |                         |
| 2024      | Simone Bolelli (3) Andrea Vavassori               | Marcel Granollers Horacio Zeballos        | 6–2, 7–6(6)             | Details                 |                         |
| 2025      | Guido Andreozzi Théo Arribagé                     | Rafael Matos Marcelo Melo                 | 7–5, 4–6, [10–7]        | Details                 |                         |

## Statistieken

### Meeste enkelspeltitels
| Aantal titels | Speler            | Jaren                                              |
| ------------- | ----------------- | -------------------------------------------------- |
| 8             | Guillermo Vilas   | 1973, 1974, 1975, 1976, 1977-1, 1977-2, 1979, 1982 |
| 3             | Carlos Moyá       | 1995, 2003, 2006                                   |
| 3             | David Ferrer      | 2012, 2013, 2014                                   |
| 2             | Željko Franulović | 1970, 1971                                         |
| 2             | José Luis Clerc   | 1978, 1980                                         |
| 2             | Dominic Thiem     | 2016, 2018                                         |
| 2             | Casper Ruud       | 2020, 2022                                         |

(Bijgewerkt t/m 2025)

### Meeste enkelspeltitels per land
| Aantal titels | Land        |
| ------------- | ----------- |
| 18            | Argentinië  |
| 14            | Spanje      |
| 2             | Brazilië    |
| 2             | Joegoslavië |
| 2             | Noorwegen   |
| 2             | Oostenrijk  |

(Bijgewerkt t/m 2025)

### Enkel- en dubbelspeltitel in hetzelfde jaar
| Tennisser         | Jaar               |
| ----------------- | ------------------ |
| Željko Franulović | 1971               |
| Guillermo Vilas   | 1973, 1974, 1977-2 |
| Martín Jaite      | 1985               |
| Javier Sánchez    | 1988               |
| Carlos Costa      | 1993               |